# Unión General Armenia de Beneficencia
La Unión General Armenia de Beneficencia, abreviatura UGAB (en armenio: Հայկական Բարեգործական Ընդհանուր Միություն, ՀԲԸՄ, Haygagan Parekordzagan Enthaour Miutyun) es una organización sin fines de lucro y la más grande e importante de la comunidad armenia mundial.
Fundada el 15 de abril de 1906, tuvo su sede central en El Cairo, Egipto. Con el inicio de la Segunda Guerra Mundial, trasladó sus oficinas centrales a la ciudad de Nueva York, Estados Unidos. Con sus programas educativos, culturales y humanitarios, se dedica a preservar y promover la identidad y patrimonio de los armenios. Cuenta con un presupuesto internacional anual de USD 36 millones, con el que cubre un universo de 400.000 armenios en 35 países.

## Presidentes
- Boghos Nubar (1906–1928), fundador[1]
- Calouste Gulbenkian (1930–1932)
- Zareh Nubar (1932–1943)
- Arshag Karagheusian (1943–1953)
- Alex Manoogian (1953–1989), Presidente Honorario Vitalicio.[1]
- Louise Manoogian Simone (1989–2002)
- Berge Setrakian (2002–)[1]